# Codex Rohonczi
Le Codex Rohonczi est un manuscrit de 448 pages d’origine austro-hongroise dont l’original est conservé à l’Université de Budapest (Hongrie) et dont les copies ont servi, depuis 2002 en Roumanie, de support à des études, des publications et des polémiques autour de l’éventualité de l’existence d’une écriture dace.

## Origine
La première mention du Codex Rohonczi date de 1838, lorsque ce manuscrit est inventorié dans la bibliothèque personnelle de Gusztáv Batthyány. En 1907, il se trouve à Budapest, considéré comme recueil d’« écrits hongrois rares ». Il est ensuite envoyé en Allemagne, où l’appréciation se résume à « ceci est indéchiffrable, il y est écrit n’importe quoi ».

## Passage en Roumanie

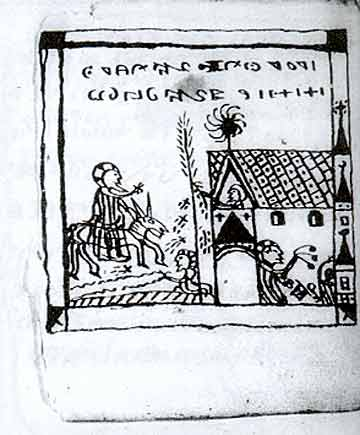
Symboles chrétiens et festifs de Noël (rois mages, étoile de Bethléem, Sorcova vesela dans le Codex Rohonczi.

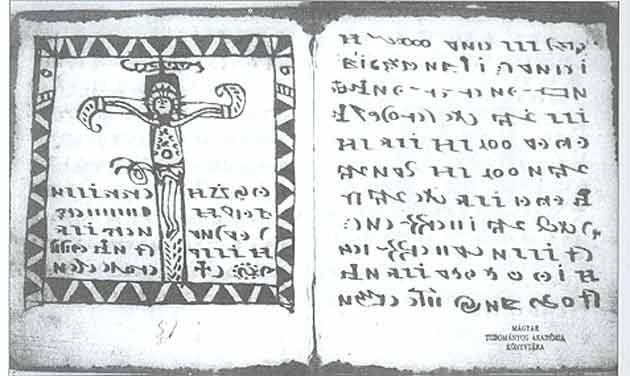
Jésus sur la croix, illustration du Codex Rohonczi.

Une copie arrive en Roumanie en 1982, en pleine période national-communiste pendant laquelle le dictateur Nicolae Ceaușescu cherche à développer à travers les Daces un culte de sa personnalité qui l’assimile aux grandes figures historiques du pays, dont Décébale. Dans ce contexte une universitaire, Viorica Enăchiuc, après l’avoir étudié quelques mois, affirme pouvoir déchiffrer le Codex Rohonczi : le sens d’écriture serait de droite à gauche, et de bas en haut. Il s’agirait selon elle de l’alphabet des Daces, transcrivant une langue semblable au proto-roumain et au latin vulgaire. Elle effectue une traduction, mais sa théorie est jugée trop fantaisiste et insuffisamment étayée, et son rapport est classé parmi des thèses relatives à la lutte des classes dans l’Antiquité. En 2002, elle publie un livre avec une « transcription » en latin vulgaire et des traductions en roumain et en français. La ressemblance de certaines formes du Codex Rohonczi avec celles de la culture « Carla-Mare » (~1500 av. J.-C., autour du Danube) donne, selon ses éditeurs, du crédit à l’interprétation de Viorica Enăchiuc.
Le succès de cet ouvrage et de cette thèse dans la Roumanie contemporaine s’inscrit dans un mouvement pseudohistorique plus large qui affirme que les Daces sont le plus ancien peuple d’Europe et que les Latins en descendent (ils seraient originaires de Tărtăria, un lieu-dit au sud de Cluj, qui est à la Roumanie ce que Glozel est à la France). Cette thèse fait l’objet de plusieurs débats télévisés et d’une large diffusion sur les réseaux sociaux. 

## Réactions des historiens
Selon l’Académie roumaine, les phrases présentent un « caractère aléatoire » proche du résultat d’une écriture automatique, et la « transcription » ainsi que ses traductions relèvent tout simplement du canular. Ainsi, les villages proches de Bucarest mentionnés comme des points stratégiques à défendre coûte que coûte, sont historiquement connus comme des hameaux composés d’un très petit nombre d’habitants : aucun n'est mentionné avant le XVe siècle. Par ailleurs Viorica Enăchiuc n’a pas pu fournir les règles précises utilisées pour la traduction, mais seulement une certaine « grammaire ». Les 150 caractères répertoriés semblent n’appartenir à aucun alphabet connu, et leur nombre dépasse largement les besoins des langues européennes connues, mortes ou vivantes. La présence de caractères visiblement proches des cyrilliques et de symboles chrétiens (Christ en croix, église) dans le style des icônes sur verre d’Ukraine occidentale, Roumanie et Serbie septentrionale (art apparu à partir du XVIIIe siècle), le situe dans cette période et cette aire géographique. Toutefois l’analyse du papier et de l’encre de l’original conservé à Budapest prouverait, pour le premier, une fabrication du nord de l’Italie au XVIe siècle et pour la seconde une fabrication en France au XIXe siècle. Le canular roumain du XXe siècle aurait donc comme support matériel un faux fabriqué dans l’est de l’Autriche-Hongrie au XIXe siècle, avec de l’encre française et sur du papier italien du XVIe siècle.

## Défense des partisans de Viorica Enăchiuc
Selon ses partisans, dont le chef de file est le médecin Napoleon Săvescu organisateur du IIIe congrès de Dacologie en 2002, la traduction de Viorica Enăchiuc est cohérente et converge avec les études sur les Vikings faites par Régis Boyer. Par exemple, elle fait état de l’alliance des Blaks (les Valaques) et des Byzantins, aux prises avec les Petchenègues, une peuplade de langue turque et les Coumans vers 1090. Or, Régis Boyer fait lui aussi état des luttes importantes entre les Vikings et les Petchenègues, à la même époque.
Viorica Enăchiuc, dans sa traduction et la transcription du Codex Rohonczi, fait aussi mention d’une éclipse totale de soleil, qui serait survenue en 1090 (en fait, la véritable éclipse totale de Soleil a eu lieu le 16 février 1086, et les deux autres éclipses annulaires ont eu lieu le 23 septembre 1093 et le 25 décembre 1098 ; cette dernière éclipse annulaire est la seule dont la trajectoire se situe géographiquement et géométriquement dans la zone considérée). Viorica Enăchiuc rapproche cet événement de la comète d’octobre 1066 de la tapisserie de Bayeux, qui met les ennemis en fuite (comète de Halley). 
Ses partisans ont proposé aussi que le texte du Codex Rohonczi pourrait avoir été écrit en proto-roumain, mais en lettres coumanes. Ces deux systèmes linguistiques étant totalement différents, le « codage » aurait pu être produit en utilisant le système alphabétique d’une langue et le corps linguistique (autrement dit la syntaxe, la grammaire et le vocabulaire) de l’autre.